# 内尔·波登
內爾·波登（Neil H. Borden，1895年—1980年）是美國的營銷學及廣告學名誉教授，終其40年在哈佛商業學校的教學生涯都跟廣告、廣告管理及其影響相關，是相關研突的殿堂級人馬。他在1948年第一次使用了“营销组合”这个词汇，並於1964年把這個概念具體化及提交至出版。波登的成就在於：他在大蕭條期間基於大眾對廣告的經濟效益質疑之時對廣告進行既廣泛又深入的研究，並把它的研究成果輯刊成書，於1942年發表，就是後世捧為經典的970頁鉅著《The Economic Effects of Advertising》。